# Uto (Kumamoto)
Uto (japanisch 宇土市 -shi) ist eine japanische Stadt in der Präfektur Kumamoto auf der Insel Kyūshū.

## Geographie
Uto liegt südlich von Kumamoto und nördlich von Uki und Yatsushiro. Der Westteil der Gemeinde erstreckt sich über den Norden der Uto-Halbinsel (宇土半島 Uto-hantō).

## Übersicht
In der Edo-Zeit war Uto eine Burgstadt, die dem Hosokawa-Klan gehörte. Es werden Reis und Gemüse produziert. Nori wird an der Küste kultiviert. Inzwischen gibt es auch chemische Industrie. 
Das älteste noch existierende Wasserversorgungssystem in Japan, der „Gōsen suidō“ (轟泉水道), befindet sich hier.
Am 1. Oktober 1958 wurde ein Dorf (網田村) aus dem Landkreis Hōtaku eingemeindet und Uto erhielt das Stadtrecht.

## Verkehr
Uto ist an die Nationalstraße 3 nach Kitakyūshū und Kagoshima sowie an die Nationalstraßen 57 und 501 angebunden.
Über den Bahnhof Uto gelangt man über die von JR betriebene Kagoshima-Hauptlinie nach Kitakyūshū und Kagoshima. Außerdem kann man die JR Misumi-Linie nutzen.

## Weblinks

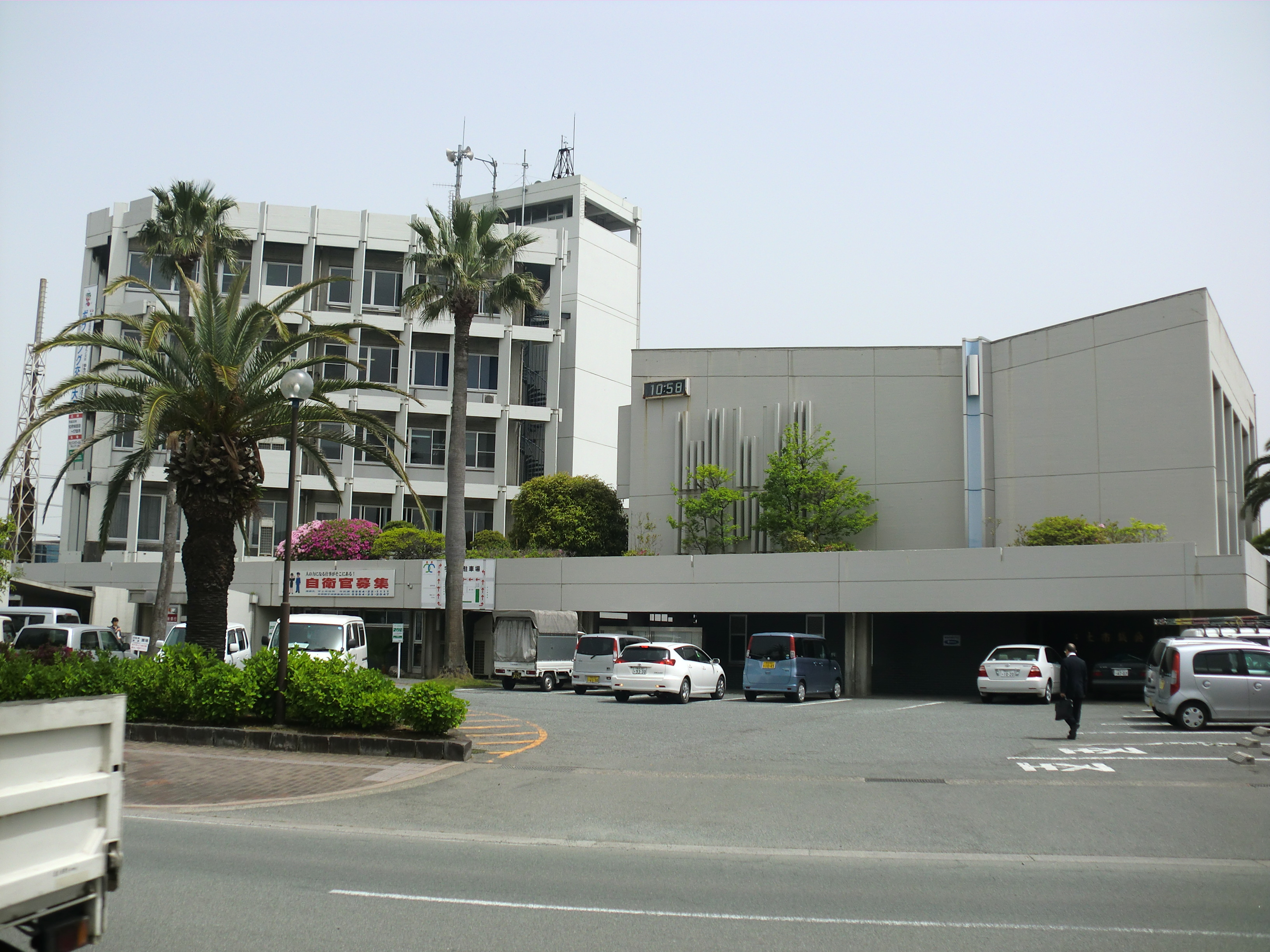
Rathaus von Uto

## Angrenzende Städte und Gemeinden
- Kumamoto
- Uki
- Jōnan

## Persönlichkeiten
- Shindō Reimei (1897–1978), Maler
- Hiroki Yamamoto (* 1991), Fußballspieler